# Laurence Gayte
Laurence Gayte   (13è districte de París, 25 de setembre de 1965) és una política i empresària francesa. Va ser candidata a les eleccions legislatives del 2017 al tercer districte de Pirineus-Orientals de França amb l'etiqueta La République en Marche. Anteriorment era membre de la Unió de Demòcrates i Independents.
Laurence Gayte es va graduar a l'Institut d'Estudis Polítics de Rennes i també es va llicenciar en Enginyeria Ambiental. Dirigeix, amb el seu marit, una companyia informàtica al municipi de Saint-Estève. Entre el 2010 i el 2014, va ocupar el càrrec de tinent d'alcalde d'urbanisme i medi ambient a Saint-Estève (Pirineus-Orientals). Abans d'unir-se a La République en marche! va ser membre de la Unió de Demòcrates i Independents.
Primerament obté una investidura del Partit Radical de Valois, part de la Unió de Demòcrates i Independents, per al quart districte dels Pirineus Orientals per manca d'acord amb els republicans al departament. El maig del 2017 és investida a darrera hora per La République en marche! per a les eleccions parlamentàries del tercer districte de Pyrénées-Orientales. La República en moviment! hauria considerat no presentar un candidat contra la socialista sortint Ségolène Neuville. Al final de la primera ronda de les eleccions, va guanyar el 22,7% dels vots i queda en primer lloc per davant del candidat del Front Nacional Sandrine Dogor. La diputada sortint, la socialista Ségolène Neuville és eliminada a la primera ronda. Laurence Gayte és elegida el 18 de juny amb el 59,31% dels vots emesos.